# 악역의 엔딩은 죽음뿐
《악역의 엔딩은 죽음뿐》은 매주 금요일 카카오페이지에서 수월, 권겨을 작가가 연재하는 웹툰이다.

## 줄거리
역하렘 공략 게임의 악역 , 에카르트 공작자의 하나뿐인 공녀이자 입양아 페넬로페로 빙의했다. 그런데 하필 난이도는 극악! 뭘 해도 엔딩은 죽음뿐이다.'진짜 공녀'가 나타나기 전에 어떻게든 여주의 어장 중 한 명을 공략해서 이어져야 한다!사사건건 시비를 거는 오빠 1,2.모든 루트가 죽음으로 이어지는 미친 황태자.여주바라기 마법사와 충직한 노예 기사까지!'일단 가망성 없는 놈들은 바로 버리자.'"그동안 제 주제를 잘 몰랐어요.앞으로 쭉, 신경 쓰실 일 없이, 쥐죽은 듯 살겠습니다."근데 왜 자꾸 선을 그을수록 호감도가 오르는 거야?!

## 등장 인물

### 주요인물
페넬로페 에카르트 
레널드 에카르트